# Enric Guiter

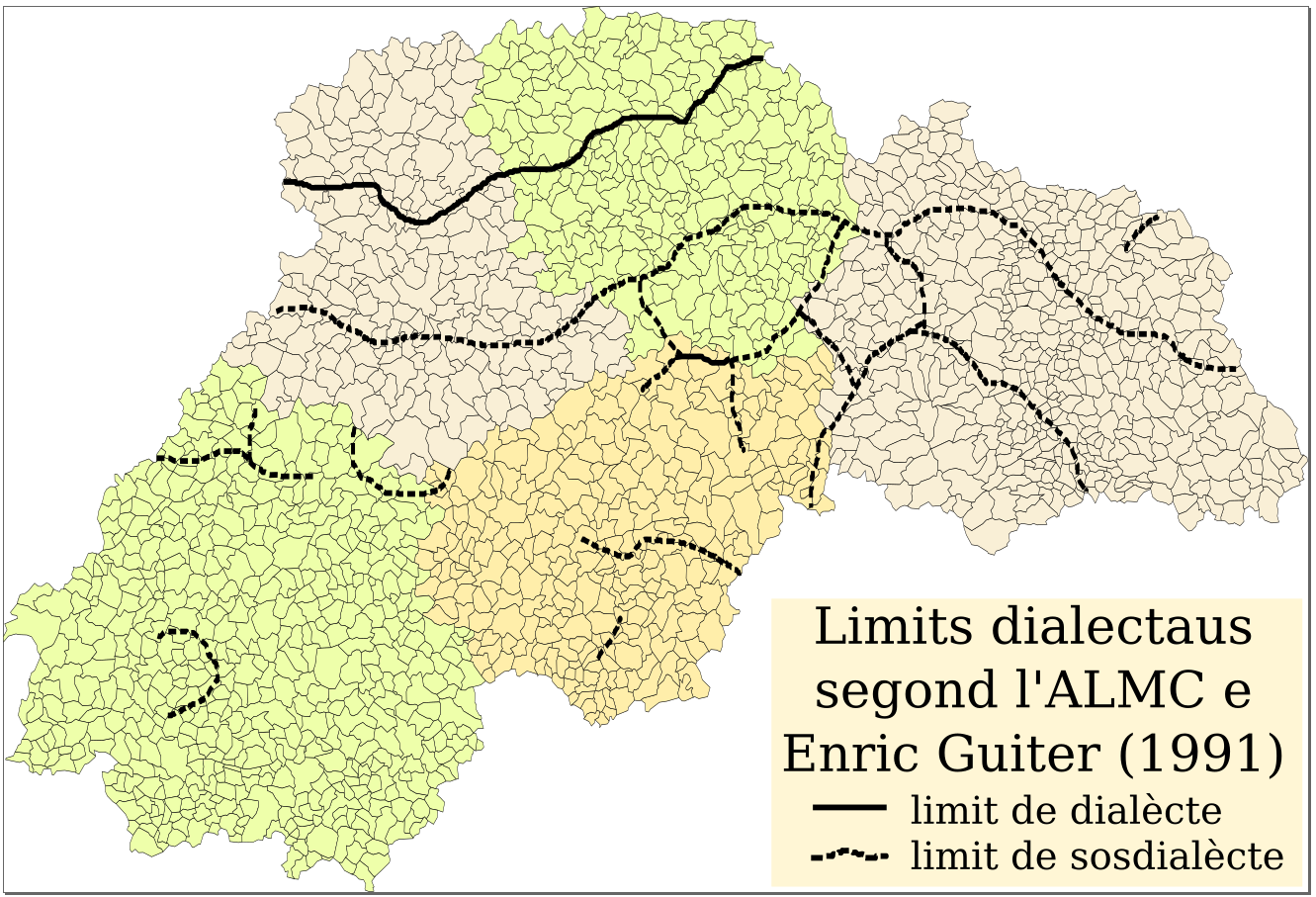
Límits dialectals de l’occità del Massís Septentrional segons Guiter.

Enric Guiter (en francès: Henri Guiter) (Ceret, Vallespir, 14 de juny de 1909 - Perpinyà, 15 d'abril de 1994) fou un dels lingüistes més importants de Catalunya del Nord. La seua contribució més cabdal a la dialectologia dels Països Catalans i de les terres occitanes va ser l'Atlas Linguistique des Pyrénées Orientales. La seua tesi doctoral es va centrar en el menorquí (Etude de linguistique historique du dialecte minorquin, 1943).
També va estudiar el lèxic animal, els proverbis i es dedicà, a més, a la dialectometria.
Guiter també fou un dels impulsors de la revista Terra Nostra, base del moviment de recuperació identitària catalana a la Catalunya nord, amb Alfons Mias i Joan Amade. També fou essencial en la creació de la Revista Catalana i va ser membre tant del GREC com de l'Institut Rossellonès d'Estudis Catalans.

## Obres
- Étude de linguistique historique du dialecte minorquin (1943)
- Atlas linguistique des Pyrénées-Orientales (1966)
- Cançó de juny (1951), poesia
- De porpra i d'or (1957), poesia
- Teló de boca (1952), teatre
- Contes a Pipiu (1960) narracions
- Proverbes et dictons catalans (1969)

### Articles
- "Algunes infiltracions del lèxic occità en el domini lingüístic català" a Estudis Romànics, (1948)
- "Phénomènes de palatalisation dans la haute Ariège" a Revue des Langues Romanes (1950)
- "Faits de fermeture vocalique dans quelques hautes vallées catalanes" a Revue des Langues Romanes (1952)
- "Quelques enseignements du lexique paysan" a Bulletin de la Société des Pyrénées-Orientales (1954 i 1955)